# Bayerische Eisenstraße
Die Bayerische Eisenstraße ist eine bedeutende und geschichtsträchtige Ferienstraße in Süddeutschland, die auf 120 km Länge zahlreiche historische Industriestätten aus mehreren Jahrhunderten mit Kultur- und Naturdenkmälern verbindet.
Das Projekt ist in die Mitteleuropäische Eisenstraße eingebunden, deren Organisation der Montanhistorische Verein Österreich mit Sitz in Leoben koordiniert. In der Arbeitsgruppe kooperieren Vertreter aus Deutschland, Österreich, Ungarn, Slowakei, Polen, Rumänien, Slowenien und Italien. Dieses Projekt wurde vom Europarat als Kulturweg des Eisens in Europa anerkannt.
Die Bayrische Eisenstraße verläuft entlang alter Verkehrswege vom oberfränkischen Pegnitz in südliche Richtung durch die Oberpfalz bis Regensburg und verbindet die einstigen Eisenzentren von Ostbayern, nämlich die Reviere Pegnitz, Auerbach, Edelsfeld, Sulzbach-Rosenberg und Amberg. Von dort wird sie zu einem etwa 60 km langen Wasserweg auf den Flüssen Vils und Naab bis zu deren Mündung in die Donau bei Regensburg.

## Historische Bedeutung
Seit dem 13. Jahrhundert, als man die Wasserkraft zum Betreiben von Hammerwerken der Eisenhütten zu nützen begann, entwickelte sich diese Region ähnlich wie die niederösterreichische Eisenwurzen zu einem wichtigen Eisenzentrum Mitteleuropas. Von Amberg und Sulzbach wurde das „Halbzeug“ (Halbfertigprodukte) nach Nürnberg gefahren und dann zum Umschlagplatz bei Regensburg, wo es donauauf- und abwärts verschifft wurde.
Dem Oberpfälzer Eisen verdanken neben dem Bergbau auch spezielle Handwerkszweige wie Blechschmied, Plattner, Nagelschmied und Werkzeugschlosser und wohl auch manche Nürnberger Hersteller von Kunst- und Messgeräten ihre Existenz. Blütezeiten waren besonders das 16. (der Dreißigjährige Krieg wurde zur Zäsur) und das 19. Jahrhundert (u. a. mit dem Bau der Eisenbahnen). Aufgrund der heimischen Erzgruben wurde die Maxhütte in Sulzbach-Rosenberg (2002 stillgelegt) zum größten süddeutschen Eisenwerk. Bedeutend sind auch die Luitpoldhütte in der Eisentradition Ambergs und die Carolinenhütte bei Kallmünz, die sich als 200 Jahre alte private Gießerei bis heute in einer Marktnische behauptet.
Weitere Zeugnisse der Kultur- und Technikgeschichte sind verschiedene Schachtanlagen, die Gewerkenhäuser und Arbeitersiedlungen der Hammerwerke, die Schlösser der Hammerherren und auch Kleinbetriebe. Die geschichtlichen Zusammenhänge dokumentieren reich ausgestaltete Rathäuser sowie Klöster und Kirchen.

## Geologische Störungslinie Pfahl
Die Eisenstraße folgt teilweise dem Bayerischen Pfahl, der sich als markante, teilweise mit Erzen und Quarzit gefüllte geologische Störungslinie von Ostbayern bis Oberösterreich zieht. Dort wurde der Sulzbacher Bergbaupfad geschaffen, der die Eisenerz-Vorkommen der Reviere Amberg-Sulzbach-Auerbach zum Thema hat.